# Harpersville (Alabama)
Harpersville é uma cidade  localizada no estado americano de Alabama, no Condado de Shelby.

## Demografia
Segundo o censo americano de 2000, a sua população era de 1620 habitantes.
Em 2006, foi estimada uma população de 1677, um aumento de 57 (3.5%).

## Geografia
De acordo com o United States Census Bureau, a localidade tem uma área de 41,1 km², sem área coberta por água. Harpersville localiza-se a aproximadamente 165 m acima do nível do mar.

## Localidades na vizinhança
O diagrama seguinte representa as localidades num raio de 24 km ao redor de Harpersville.